# Día Internacional de la Mujer
El Día Internacional de la Mujer, originalmente Día Internacional de la Mujer Trabajadora, conmemora cada 8 de marzo la lucha de las mujeres por su participación en la sociedad y su desarrollo íntegro como persona, en pie de igualdad con el hombre. También se usa para hacer referencia a esta conmemoración el numerónimo 8M, por el día y el mes en que sucede.
En la II Conferencia Internacional de Mujeres Socialistas realizada en Copenhague en 1910, Clara Zetkin propuso y se aprobó la celebración del «Día de la Mujer Trabajadora», que se comenzó a celebrar al año siguiente: la primera conmemoración se realizó el 19 de marzo de 1911 en Alemania, Austria, Dinamarca y Suiza. Desde entonces se ha extendido a muchos países.
En 1972, la Asamblea General de las Naciones Unidas, en su resolución 3010, declaró a 1975 «Año Internacional de la Mujer», y en 1977 invitó a los Estados a declarar conforme a sus tradiciones históricas y costumbres nacionales, un día como Día Internacional por los Derechos de la Mujer y la Paz Internacional.
Esta fecha se utiliza para visualizar la desigualdad de género y para reivindicar la lucha por la igualdad efectiva de derechos para las mujeres en varios ámbitos. Suele celebrarse en casi todas las partes del mundo (ejemplo de ello es Italia y su «Festa della Donna»), y es día feriado en algunos países. Algunas corrientes feministas argumentan que no es un día que deba celebrarse o ser festivo debido al origen del mismo, sino que debe servir para la reivindicación de derechos.

## Antecedentes

Símbolo de Venus asociado al sexo femenino.

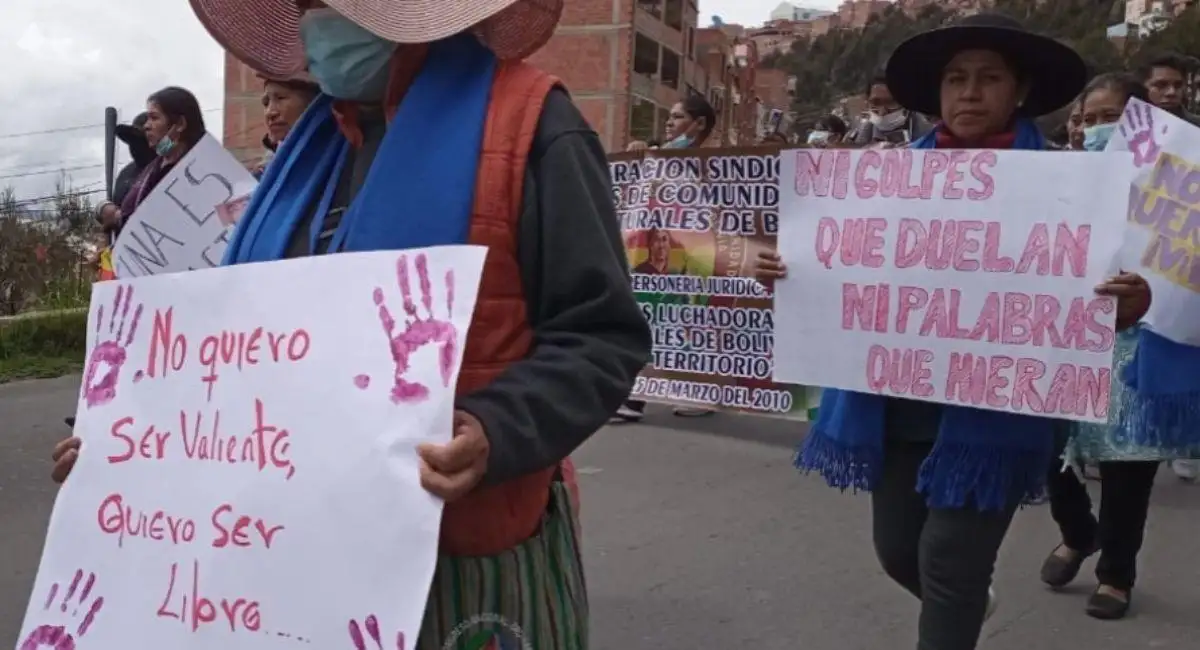
Mujeres marchando el 8 de Marzo en la ciudad de La Paz

### La mujer en la antigüedad

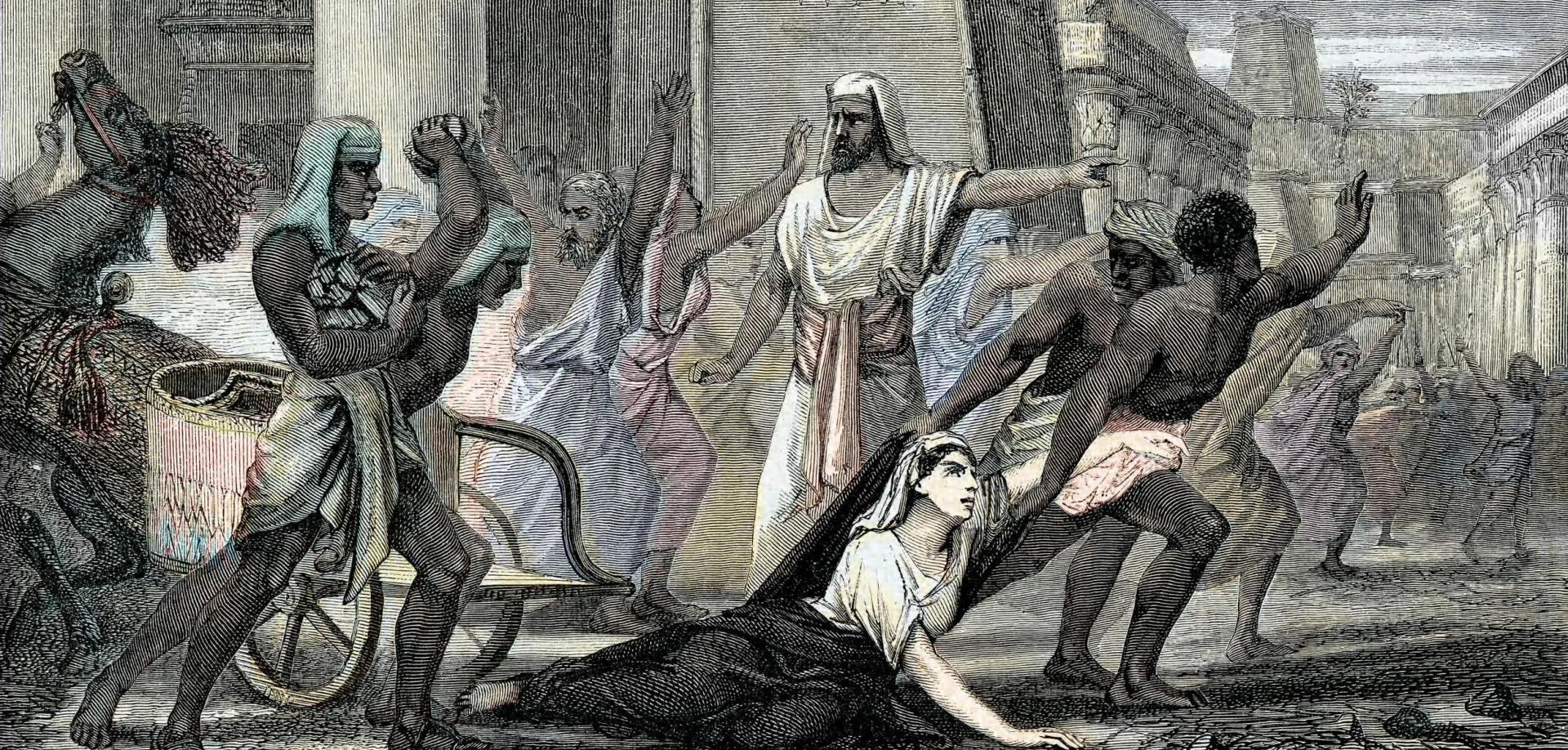
El asesinato de la filósofa Hipatia, aunque su muerte se debe principalmente como consecuencia de una pugna de poderes entre Cirilo de Alejandría y el prefecto Orestes por el apoyo de la filósofa al segundo, es usado por el feminismo como la reivindicación de la libertad de pensamiento y autonomía de la mujer.

La historia de la mujer en la antigüedad no ha recibido suficiente atención mediática ni académica, no obstante, destacan algunas figuras, unas literarias y otras reales. Así, en la comedia Lisístrata, de Aristófanes (siglo V a. C.), de la antigua Grecia, se encuentra un referente literario de la lucha de la mujer. La protagonista, Lisístrata, realiza una huelga sexual contra los hombres para forzar a que pongan fin a la guerra.
La figura de la matemática y astrónoma Hipatia de Alejandría (370-415), asesinada de un modo extremadamente violento, se reivindica como paradigma de la mujer científica y libre, icono de la libertad de pensamiento y la autonomía personal de la mujer.

### La mujer en la Revolución francesa (1789)
Durante la Revolución francesa, las mujeres marcharon hacia Versalles, junto a los hombres, en reclamo de igualdad social bajo el lema «libertad, igualdad y fraternidad». Pronto, ellas tomaron consciencia de que la lucha de clases no contemplaba su género, esto es, la plena igualdad social de la mujer por la que debían luchar.
Eso devino en las primeras peticiones formales de derechos políticos y ciudadanía. Así lo refleja la Declaración de los Derechos de la Mujer y de la Ciudadana, redactada en 1791 por Olympe de Gouges que copiaba en buena medida la Declaración de Derechos del Hombre y del Ciudadano del 26 de agosto de 1789, el texto fundamental de la revolución francesa. Es uno de los primeros documentos históricos que propone la emancipación femenina en el sentido de la igualdad de derechos o la equiparación jurídica y legal de las mujeres en relación con los varones así como el sufragio femenino.

### La reivindicación de la igualdad de la mujer y el movimiento obrero

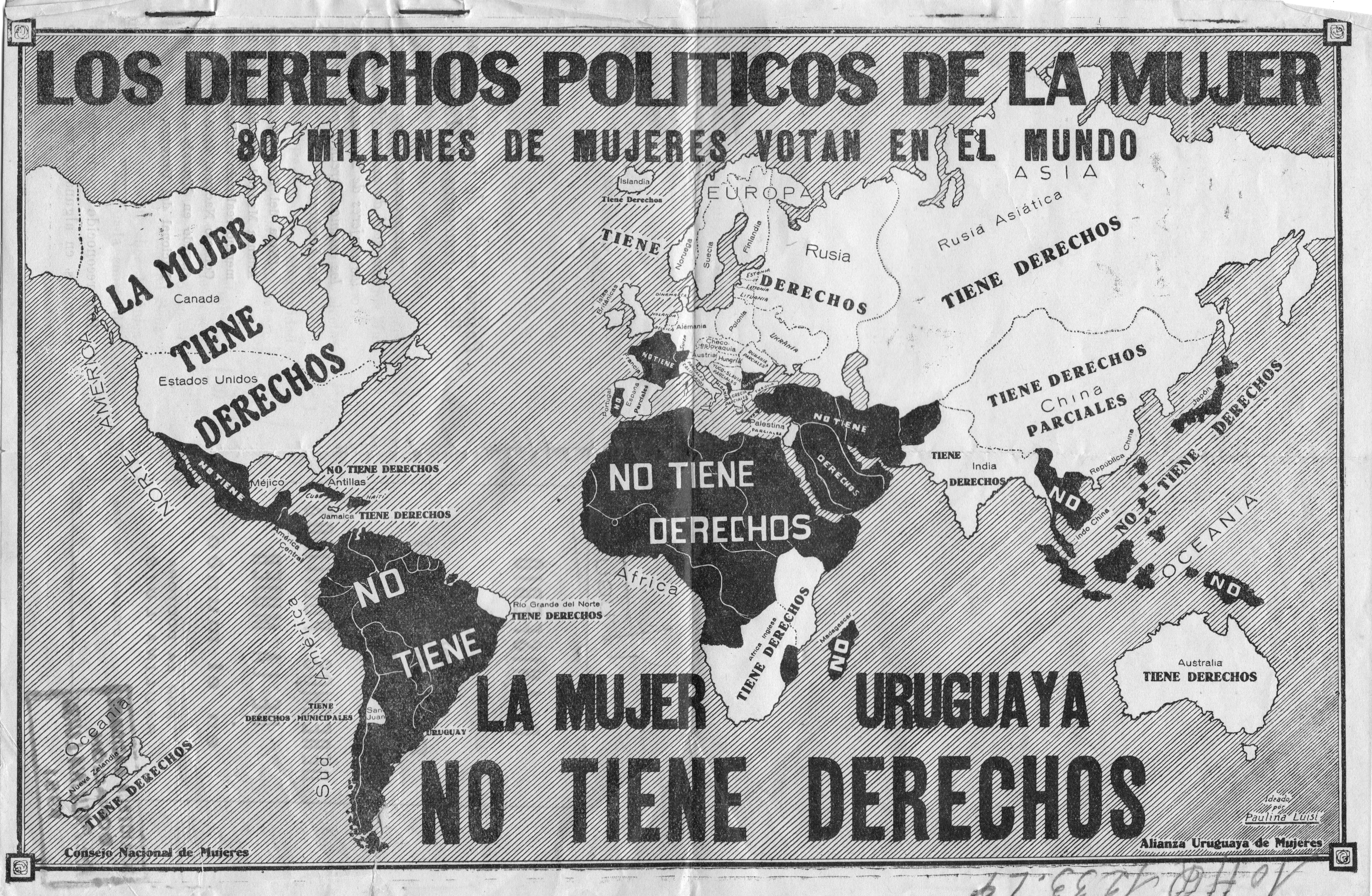
Mapa de 1929 donde muestra las diferentes posturas sobre el sufragio femenino, siendo las naciones de Portugal, Francia, Macedonia, Albania, Chipre, Japón, Taiwán y regiones tan grandes como América Latina,
casi toda África, Oriente Medio y el Sudeste Asiático los lugares más reacios a aceptar el ingreso de la mujer en la política.

En sus inicios, finales del siglo XVIII y principios del XIX, el movimiento obrero mantenía una posición tradicional y patriarcal en relación con la igualdad de la mujer y sus reivindicaciones. A mediados del siglo XIX, los movimientos reivindicativos de la mujer tomaron fuerza: lucha por el sufragio femenino, la reivindicación de la igualdad, la denuncia de la opresión social, familiar y laboral. Surgieron los movimientos sufragistas, de origen burgués, con figuras como Flora Tristán.
Los primeros grupos feministas en el movimiento obrero tuvieron como gran aliado teórico el libro de Friedrich Engels, publicado en 1884, El origen de la familia, la propiedad privada y el Estado y surgieron dentro de los movimientos anarquistas que reivindicaban, desde el neomalthusianismo, la procreación consciente del proletariado, la separación entre sexualidad y reproducción, la defensa de la maternidad libre, la liberación femenina, la libertad sexual, la promoción de la planificación familiar, el cuidado de los niños así como el uso y difusión de métodos anticonceptivos artificiales.

## Cronología de la conmemoración

### 1857: supuesta primera gran huelga y protesta de mujeres obreras
En el mes de marzo, cientos de obreras de una fábrica textil neoyorquina habrían paralizado sus actividades para volcarse espontánemente a las calles y protestar por sus condiciones laborales y los salarios abusivos que a veces llegaban a ser menos de la mitad de las remuneraciones recibidas por sus compañeros varones en igual puesto de trabajo. La policía habría reprimido violentamente a las mujeres, pero esta protesta habría sentado las bases para las primeras organizaciones sindicales femeninas. En conmemoración de este suceso se habría fijado el 8 de marzo como día internacional. Este primer hito del movimiento femenino, aunque ampliamente citado hasta nuestros días, constituiría, según estudios ulteriores, un mito fundacional. La protesta jamás habría existido y el mito sería una creación de 1955 con el objetivo de desacoplar el Día Internacional de la Mujer de la historia soviética, dándole un carácter más internacional, espontáneo, lejos de las conferencias y resoluciones partidistas y anterior a la existencia de los bolcheviques. El año 1857 se habría elegido posiblemente en honor a Clara Zetkin, puesto que coincide con su fecha de nacimiento.

### 1909: conmemoración del Día Nacional de la Mujer en Estados Unidos
El 3 de mayo de 1908 en el teatro Garrick de Chicago, se organizó un acto denominado "Día de la Mujer", presidido por destacadas mujeres socialistas como Corinne Brown y Gertrude Breslau Hunt y dedicado a la causa de las obreras y a denunciar la opresión de las mujeres. Para entonces, el Comité Nacional de la Mujer del Partido Socialista de los Estados Unidos recomendó a sus secciones dedicar el último domingo de febrero a celebrar actos a favor del sufragio femenino.
El 28 de febrero de 1909 se celebra por primera vez en todos los Estados Unidos el "Día Nacional de la Mujer" organizado por las socialistas tras una declaración del Partido Socialista de los Estados Unidos en honor a la huelga de las trabajadoras textiles de 1908 en la que protestaron por las penosas condiciones de trabajo (Chicago y Nueva York). Unas 15 000 mujeres marcharon por la ciudad de Nueva York exigiendo una reducción de la jornada laboral, mejores salarios y derechos de voto.
En noviembre de 1909, comenzó la huelga de las camiseras de Nueva York, también conocida como el «Levantamiento de las 20 000», que fue dirigida por Clara Lemlich y apoyada por la Liga Nacional de Sindicatos de Mujeres Estados Unidos (National Women's Trade Union League of America - NWTUL).

### 1910: proclamación del Día Internacional de la Mujer

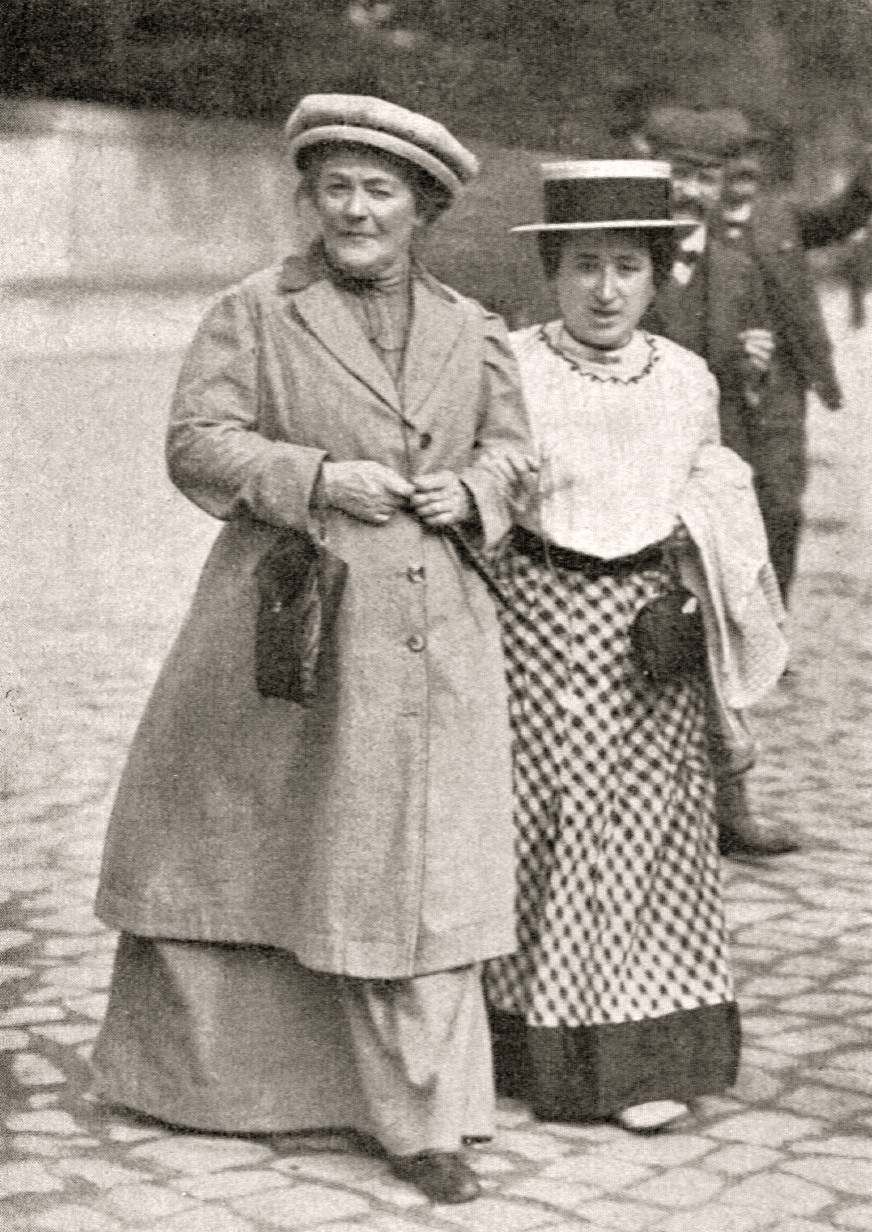
Clara Zetkin a la izquierda y Rosa Luxemburgo a la derecha, ambas de tendencia comunista, fueron pioneras en pedir que se revalorizasen los derechos de las mujeres.

En 1910, en la II Conferencia Internacional de Mujeres Socialistas reunida en Copenhague, se reiteró la demanda de sufragio universal para todas las mujeres y, a propuesta de Clara Zetkin, proclamó el Día Internacional de la Mujer Trabajadora aunque no se estableció una fecha fija para su conmemoración. La propuesta de Zetkin tuvo respaldo unánime por la conferencia a la que asistían más de cien mujeres de 17 países, entre ellas las tres primeras elegidas para el parlamento finlandés. El objetivo era promover la igualdad de derechos, incluso el sufragio para las mujeres. Además de Zetkin, otras pioneras en la reivindicación de sus derechos fueron Rosa Luxemburgo, Aleksandra Kolontái, Nadezhda Krúpskaya e Inessa Armand.

### 1911: primera conmemoración del Día Internacional de la Mujer Trabajadora
Como consecuencia de la decisión adoptada en Copenhague el año anterior, el Día Internacional de la Mujer Trabajadora se celebró por primera vez el 19 de marzo de 1911 en Alemania, Austria, Dinamarca y Suiza, con mítines a los que asistieron más de un millón de personas, que exigieron para las mujeres el derecho de voto y el de ocupar cargos públicos, el derecho al trabajo, a la formación profesional y a la no discriminación laboral.

#### El incendio en la fábrica de camisas Triangle de Nueva York

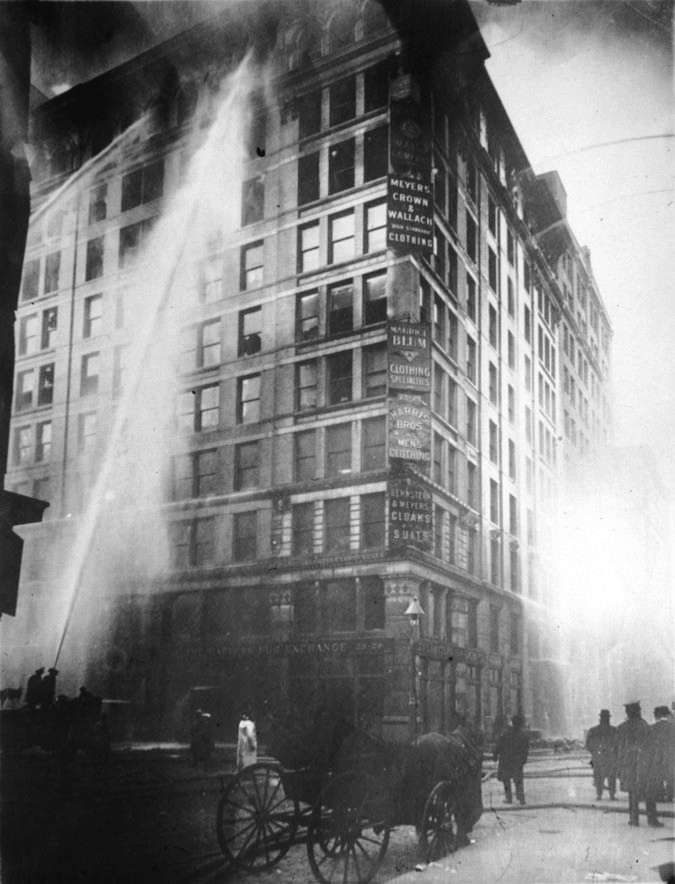
Incendio en la fábrica Triangle Shirtwaist de Nueva York, el 25 de marzo de 1911. Murieron 146 mujeres y 78 resultaron heridas. La gravedad del desastre hizo que se modificara la legislación laboral en los Estados Unidos.

Menos de una semana después, el 25 de marzo de 1911, 146 jóvenes trabajadoras y 23 trabajadores, la mayoría inmigrantes, murieron en el trágico Incendio en la fábrica Triangle Shirtwaist de Nueva York, por no poder salir del edificio, pues habían sido encerradas sin posibilidad de escapar. Este suceso tuvo grandes repercusiones en la legislación laboral de los Estados Unidos, y en las celebraciones posteriores del Día Internacional de la Mujer Trabajadora se hizo referencia a las condiciones laborales que condujeron al desastre.

### 1913 y 1914: Día Internacional de la Mujer Trabajadora antes de la I Guerra Mundial
En 1913, en el marco de los movimientos en pro de la paz que surgieron en vísperas de la Primera Guerra Mundial, las mujeres de Rusia celebraron su primer Día Internacional de la Mujer el último domingo de febrero.
En 1914, en Alemania, Suecia y Rusia se conmemoró por primera vez, de manera oficial, el Día Internacional de la Mujer el 8 de marzo. En los demás países de Europa, las mujeres celebraron mítines en torno al 8 de marzo para protestar por la guerra y para solidarizarse con otras mujeres.

### 1917: Día Internacional en la Unión Soviética

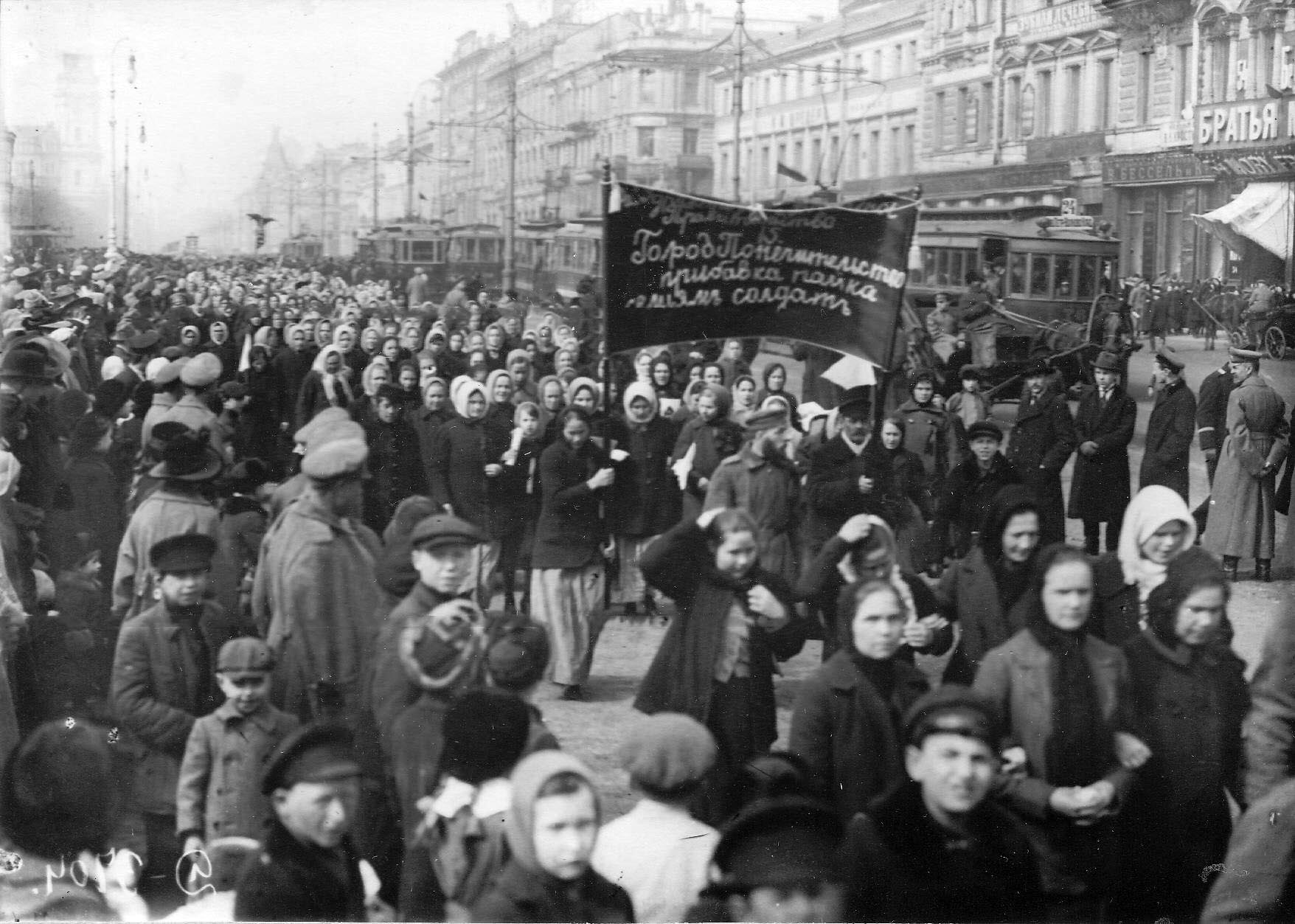
Manifestación de mujeres por pan y paz en la Revolución de Febrero en Petrogrado (1917).

En plena Primera Guerra Mundial, en la que habían muerto dos millones de soldados rusos, se produjo la Revolución de Febrero, que marcó la primera etapa de la Revolución rusa de 1917. En la primera mitad de febrero de 1917, el inicio de una hambruna provocó revueltas en la capital rusa, Petrogrado, actual San Petersburgo. El 3 de marzo de 1917, al cerrar la mayor fábrica de Petrogrado, la factoría Putilov, quedaron 30 000 trabajadores en situación precaria.
El 8 de marzo de 1917, se celebró una serie de mítines y manifestaciones con motivo del Día Internacional de la Mujer, que en forma progresiva alcanzó un fuerte tono político y económico. Incidentes entre amas de casa en las largas colas por conseguir pan se convirtieron en manifestaciones espontáneas contra la monarquía y a favor del final de la guerra. Comenzó así el levantamiento popular que acabó con la monarquía, sin preparación ni coordinación de los partidos revolucionarios que se denomina Revolución de Febrero y tuvo lugar entre el 23 y el 27 de febrero de 1917 según el calendario juliano que se usaba en la Rusia zarista. Esto equivale al periodo entre el 8 y el 12 de marzo según el calendario gregoriano que usaba el resto de Europa.

### 1922 a 1975: institucionalización del Día Internacional

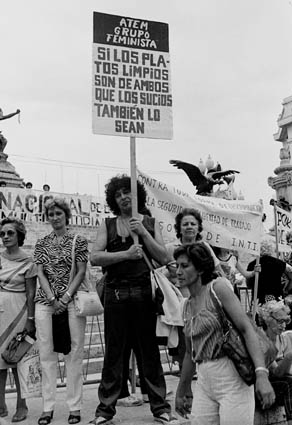
Protestas en Argentina en el día de la Mujer de 1984, después de que la fecha fue institucionalizada.

Después de la revolución de octubre, la dirigente bolchevique Aleksandra Kollontai (que desde su nombramiento como comisaria del Pueblo para la Asistencia Pública logró el voto para la mujer y que fuera legal el divorcio y el aborto) consiguió que el 8 de marzo se considerase fiesta oficial en la Unión Soviética, aunque laborable. El 8 de mayo de 1965 por decreto del Sóviet Supremo de la Unión Soviética se declaró no laborable el Día Internacional de la Mujer.
Desde su aprobación oficial por la Unión Soviética tras la Revolución rusa de 1917, la fiesta comenzó a celebrarse en otros muchos países. En China se celebra desde 1922. En España se celebró por primera vez en 1936, liderado por la dirigente comunista Dolores Ibárruri, «la Pasionaria». El 8 de mayo de 1965, el Presídium del Sóviet Supremo de la URSS decretó el Día Internacional de la Mujer como día no laborable en la URSS, "en conmemoración de los méritos sobresalientes de la mujer soviética en la construcción comunista, en la defensa de su Patria durante la Gran Guerra Patria, en su heroísmo y abnegación en el frente y en la retaguardia, y marcando también la gran contribución de la mujer al fortalecimiento de la amistad entre los pueblos, y la lucha por la paz. Pero aún así, el día de la mujer debe celebrarse como lo son otras fiestas".
En 1975, la ONU celebró el Año Internacional de la Mujer. En diciembre de 1977, la Asamblea General de la ONU en su Resolución 32/142 invitó a todos los estados a que proclamasen, de acuerdo a sus tradiciones históricas y costumbres nacionales, una jornada como «Día de las Naciones Unidas para los derechos de la mujer y la paz internacional» y que informaran de ello al secretario general. Así, por ejemplo, Chile declaró el 8 de marzo como Día internacional de la mujer. De hecho, tal y como informa Naciones Unidas a propósito del 8 de marzo de 2011, en esa fecha «en muchas partes del mundo se celebra el 100.º aniversario del Día Internacional de la Mujer».

### 1994: reconocimiento del Día Internacional de la Mujer en Estados Unidos
Aunque el Día Internacional de la Mujer era celebrado el 8 de marzo en muchas partes del mundo, no lo fue en Estados Unidos hasta 1994, cuando Beata Poźniak, una actriz inmigrante de Polonia, reivindicó, mediante solicitud al Congreso de Estados Unidos (H.J. Res. 316) el reconocimiento del Día Internacional de la Mujer en los Estados Unidos el 8 de marzo.

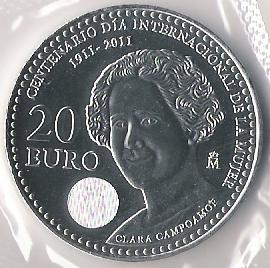
Moneda conmemorativa de 20 euros de 2011, editada en España, celebrando el centenario del Día Internacional de la Mujer y los 80 años de la aprobación del sufragio femenino en España, con Clara Campoamor, en el reverso.

### 2011: centenario del Día Internacional de la Mujer
En 2011 se celebró el Centenario del Día Internacional de la Mujer. También comenzó a operar la Entidad de la ONU para la Igualdad de Género y el Empoderamiento de la Mujer, conocida como ONU Mujeres.
El Día Internacional de la Mujer ha adquirido a lo largo del siglo XX una dimensión mundial. El movimiento internacional en defensa de sus derechos es creciente y reforzado por la Organización de Naciones Unidas, que ha celebrado cuatro conferencias sobre la mujer y ha contribuido a que la conmemoración del Día Internacional de la Mujer sea un punto de convergencia de las actividades coordinadas en favor de los derechos de la mujer y su participación en la vida política y económica.

### 2017: Primer Paro Internacional de Mujeres
El 8 de marzo de 2017, organizaciones feministas de más de 50 países impulsaron el Primer Paro Internacional de Mujeres para visibilizar la violencia machista en todas sus formas y expresiones: sexual, social, cultural, política y económica.
En 2018, se volvió a convocar el Paro Internacional de Mujeres. Se espera la adhesión de más de 70 países y una gran cantidad de actividades locales relacionadas.[actualizar]

## Discriminación de la mujer

### La discriminación de la mujer señalada por la ONU
En 1975, durante el Año Internacional de la Mujer que había sido proclamado en 1972 por las Naciones Unidas, el organismo conmemoró por primera vez el Día Internacional de la Mujer. En diferentes informes publicados por la Organización de Naciones Unidas (ONU), en todo el mundo las mujeres están por debajo de los hombres en todos los indicadores de desarrollo sostenible.
Algunos ejemplos de desigualdades de género son:
- Las mujeres conforman casi dos tercios de los analfabetos del mundo.[54]
- La feminización de la pobreza, es decir, que la mayoría de los pobres del mundo son mujeres.
- Las mujeres tienen menos acceso a los servicios sociales básicos que los varones,[55] y tienen 11 puntos porcentuales más de probabilidad de no tener comida.[53]
- La brecha salarial muestra que las mujeres ganan menos dinero que los varones por el mismo trabajo,[56][55][57] y aún las que están más educadas que ellos consiguen trabajos de menor jerarquía.[58]
- Hay 39 naciones en las que los hijos varones tienen derechos de herencia que las hijas mujeres no,[53] y solo el 2% de la tierra del planeta pertenecen a mujeres mientras que el 98% son de varones.[59]
- En 30 países se continúa realizando la mutilación genital femenina y hay por lo menos 200 millones de mujeres operadas.[53]
- Dos tercios de las víctimas de trata de personas son mujeres.[60]
- Las mujeres representan la gran mayoría de las víctimas detectadas que fueron objeto de trata con fines de explotación sexual, en muchos casos el 94 % de las víctimas de trata para explotación sexual son mujeres.[61]
- En muchos casos las mujeres son quienes comen últimas en la familia.[62]
- Muchas mujeres aún no pueden elegir esposo y, de media, cada 2 segundos una niña es forzada a  contraer matrimonio infantil en el planeta.[63][64]
- En muchos países todavía existen códigos legales que obligan a la mujer a obedecer a su esposo,[64][65][66]

En líneas generales, el hecho de nacer mujer supone un grave peligro en cualquier lugar del mundo debido a la denominada violencia machista.

### Acceso de la mujer a la universidad en España
En España, a partir del 8 de marzo de 1910, la mujer accedió a la enseñanza superior en igualdad de condiciones que el hombre, cuando se aprobó una real orden que autorizó «por igual la matrícula de alumnos y alumnas», poco después de que Emilia Pardo Bazán fuera nombrada consejera de Instrucción Pública. Bien es cierto que antes, las pioneras de finales del siglo XIX habían comenzado a ir a la universidad, pues no existía ninguna ley en contra. No estaba prohibido simplemente porque la sociedad no contemplaba que una mujer quisiera estudiar y, mucho menos, que lo necesitara para ser una buena madre y esposa.
Hubo casos anteriores: 
- En 1785, María Isidra de Guzmán, conocida como la «doctora de Alcalá», obtuvo el grado de doctorado en la Universidad de Alcalá de Henares.
- En 1849, Concepción Arenal se disfrazó de hombre para estudiar Derecho en la Universidad de Madrid.

Sin embargo en 1882 una real orden suspendió «en lo sucesivo, la admisión de las Señoras a la Enseñanza Superior». Seis años después, otra real orden acuerda «que las mujeres sean admitidas (...) como alumnas de enseñanza privada» pero con autorización. Tenían que pedir permiso al Ministerio de Instrucción Pública y conseguir que cada uno de los profesores firmara el impreso de matrícula comprometiéndose a garantizar el orden en el aula. De este modo, el 8 de marzo de 1910, las mujeres pudieron matricularse en igualdad de condiciones que el hombre. Sin embargo, en otros países europeos tuvieron que esperar bastante más: por ejemplo, la mujer no accedió a la Universidad de Cambridge, en Inglaterra, sino hasta 1947.

## Conmemoración en el mundo

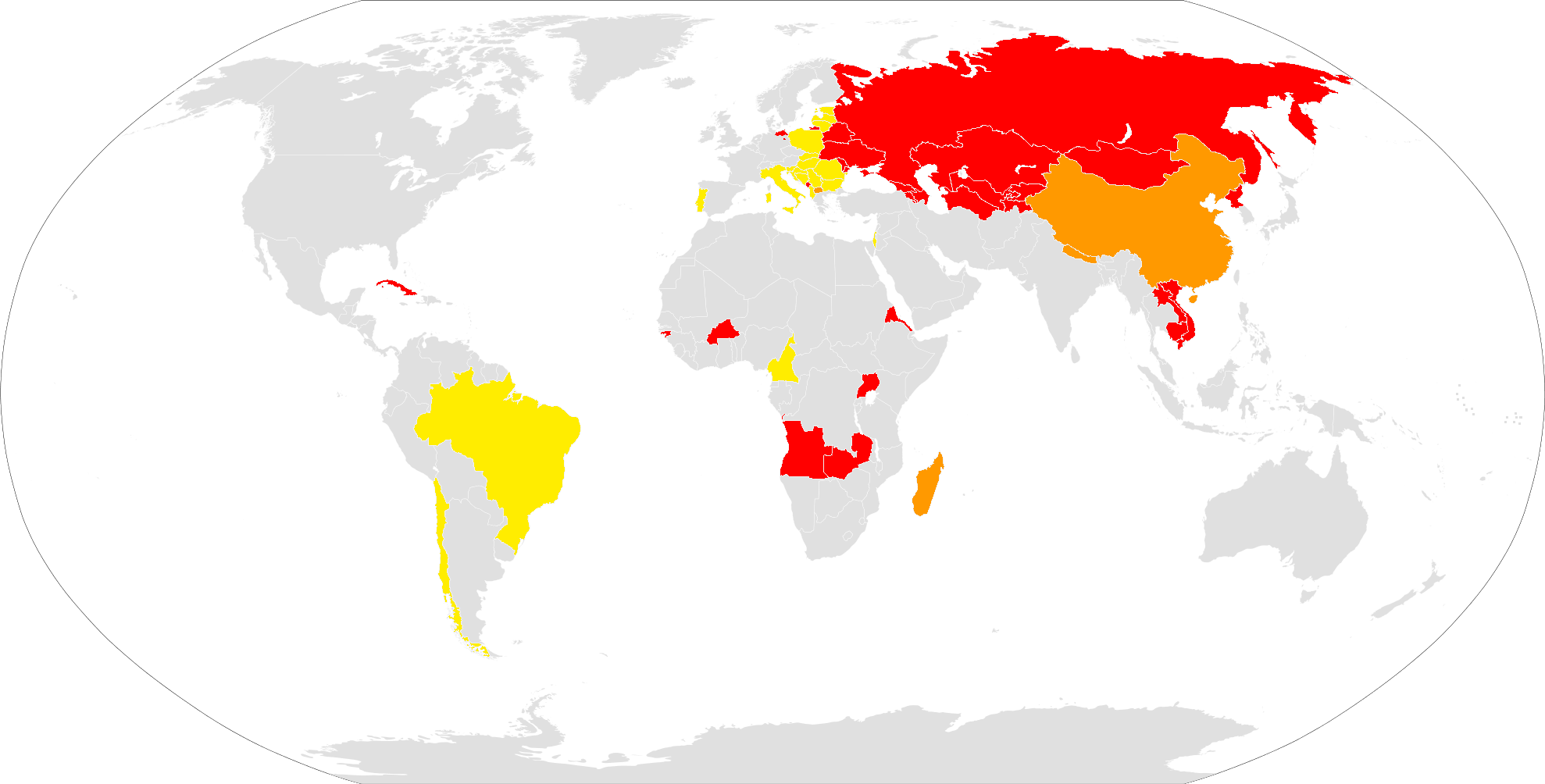
Día festivo oficial
Día festivo para las mujeres
Día festivo no oficial

El Día Internacional de la Mujer es un día feriado oficializado en los siguientes países:
- Afganistán
- Alemania (solo en Berlín)[71]
- Armenia
- Azerbaiyán
- Bielorrusia
- Burkina Faso
- Camboya
- China (solo para mujeres)
- República Democrática del Congo
- Cuba
- Eritrea
- Georgia
- Guinea-Bisáu
- Kazajistán
- Kirguistán
- Laos
- Madagascar (solo para mujeres)
- Moldavia
- Mongolia
- Nepal (solo para mujeres)
- Rusia
- Tayikistán
- Turkmenistán
- Ucrania
- Uganda
- Uzbekistán
- Vietnam
- Zambia

En algunos países, se celebra de forma similar al Día de la Madre, de forma que los niños dan regalos a sus madres y abuelas. En Italia, es costumbre que los hombres regalen mimosas a las mujeres. La política comunista Teresa Mattei escogió la mimosa en 1946 como símbolo del Día Internacional de la Mujer en Italia al considerar que los símbolos que se empleaban en Francia, las violetas y los lirios de los valles, eran flores demasiado caras y difíciles de encontrar en Italia.Hasta 1993 fue un día feriado en Polonia.
El Consejo de Europa ha desarrollado estrategias para promover la igualdad de género. En 2024, adoptó la Estrategia de Igualdad de Género 2024-2029, que incluye objetivos como la prevención de la violencia contra las mujeres, el acceso igualitario a la justicia y la participación equilibrada en la vida política y económica, reforzando su compromiso con la igualdad de género en el marco del Día Internacional de la Mujer.

## Controversias

### Críticas de instrumentalización capitalista
En el siglo xxi, la progresiva institucionalización del feminismo y del Día Internacional de la Mujer por parte de empresas e instituciones públicas, lo que ha sido tildado de purplewashing (anglicismo que en ocasiones se ha traducido como «lavado morado») o capitalismo morado. De esta manera, por ejemplo, con ocasión del 8 de marzo, las empresas o instituciones muestran su propio logotipo pintado de morado, comunican mensajes de apoyo superficial más que reivindicaciones reales, o bien lanzan productos de color morado u ofertas exclusivas para mujeres. Este proceso de cooptación se ha llevado a cabo de forma paralela con el de otros movimientos sociales y jornadas de reivindicación, particularmente el Día Internacional del Orgullo LGBT (pinkwashing, capitalismo rosa).

### Leyenda sobre el origen
La autora Nuria Varela en su libro Feminismo para principiantes habla de una leyenda sobre el origen de este día y del uso del color violeta por el feminismo:

La leyenda cuenta que se adoptó en honor a las 129 mujeres que murieron en una fábrica textil de Estados Unidos en 1908 cuando el empresario, ante la huelga de las trabajadoras, prendió fuego a la empresa con todas las mujeres dentro. Ésta es la versión más aceptada sobre los orígenes de la celebración del 8 de marzo como Día Internacional de las Mujeres. En esa misma leyenda se relata que las telas sobre las que estaban trabajando las obreras eran de color violeta. Las más poéticas aseguran que era el humo que salía de la fábrica, y se podía ver a kilómetros de distancia, el que tenía ese color. El incendio de la fábrica textil Cotton de Nueva York y el color de las telas forman parte de la mitología del feminismo más que de su historia, pero tanto el color como la fecha son compartidos por las feministas de todo el mundo.
Nuria Varela. Feminismo para principiantes. 2005

A partir de la década de 1970, algunas estudiosas del tema empezaron a investigar la historia de la fecha y concluyeron no hay un solo documento histórico que pruebe la ocurrencia del incendio el 8 de marzo de 1908. La canadiense Renée Cotê, investigó exhaustivamente en archivos estadounidenses y publicó en 1984 una de los primeros estudios sobre el tema. Contemporánea a Cotê, la estadounidense Mari Jo Buhle publicó un libro sobre la lucha de las socialistas estadounidenses entre 1870 y 1920. En la obra, la historiadora describe el incendio en la fábrica Triangle Shirtwaist de Nueva York de 1911.
Autoras como Liliane Kandel o François Picq han defendido que la vinculación con la sangrienta huelga de Nueva York o con una remota manifestación ocurrida, supuestamente, un 8 de marzo de 1857 fueron creaciones mitificadas surgidas en plena Guerra Fría para eliminar el carácter soviético que tiene el Día de la Mujer.

## Temáticas

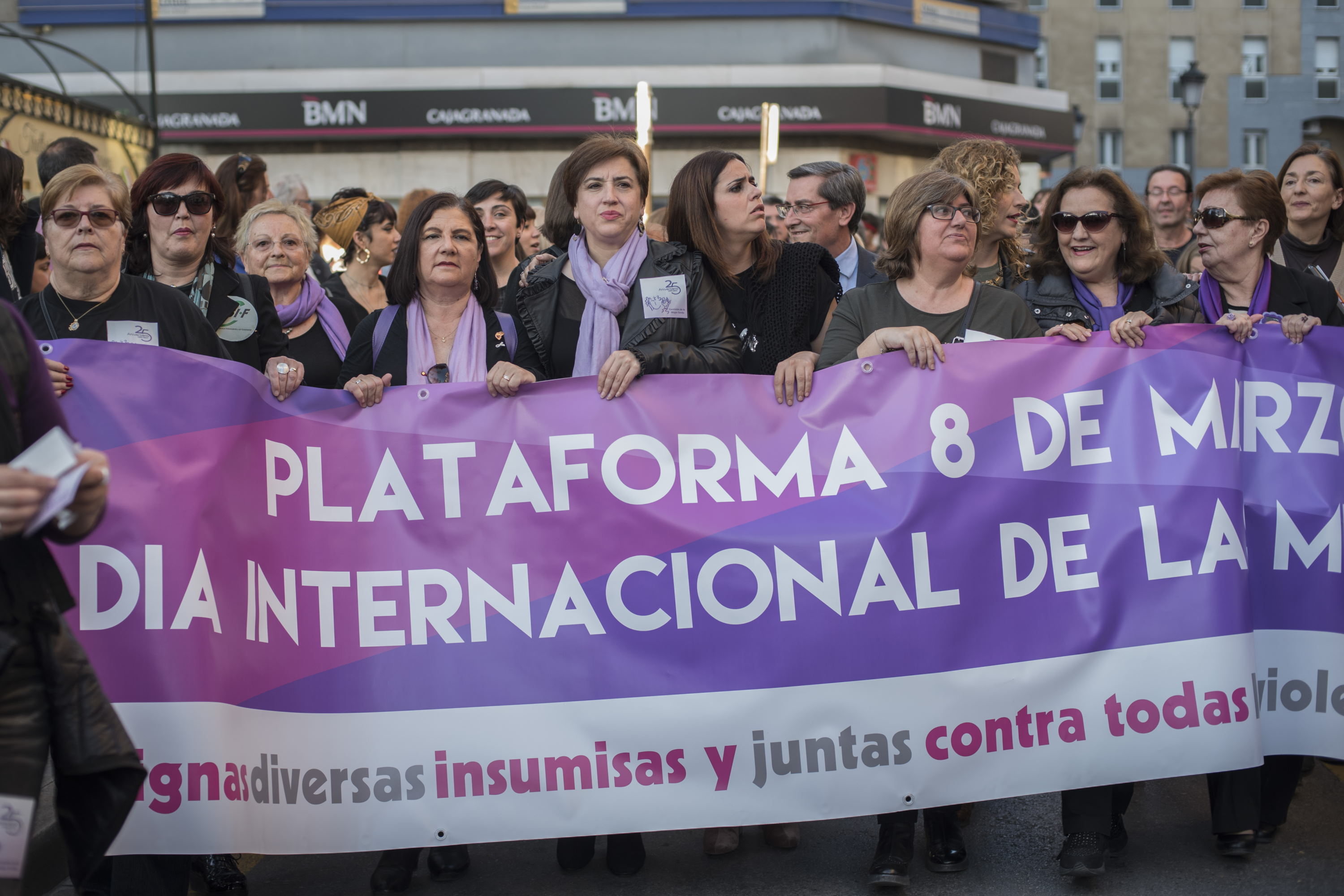
Manifestación del Día Internacional de la Mujer. Granada, 2017.

Con el ánimo de visibilizar los diferentes problemas de igualdad y reconocimiento de derechos de las mujeres, las Naciones Unidas ha establecido, a partir de 1996, diferentes  lemas para cada conmemoración anual.
- 1996: Celebrando el pasado, planificando para el futuro[84]
- 1997: Mujeres y la mesa de paz[84]
- 1998: Mujeres y derechos humanos[84][85]
- 1999: Un mundo libre de violencia contra las mujeres[84][86]
- 2000: Mujeres uniéndose por la paz[87]
- 2001: Mujeres y paz: mujeres gestionando conflictos[88]
- 2002: Mujeres afganas hoy: realidades y oportunidades[89]
- 2003: Igualdad de género y los objetivos de desarrollo del milenio[90][91]
- 2004: Mujeres y VIH/SIDA[92]
- 2005: Igualdad de género más allá de 2005; construyendo un futuro más seguro[93]
- 2006: Mujeres en la toma de decisiones[94]
- 2007: Terminando la impunidad por la violencia contra mujeres y niñas[95]
- 2008: Invertir en las mujeres y las niñas[96]
- 2009: Mujeres y hombres unidos para terminar la violencia contra mujeres y niñas[97]
- 2010: Igualdad de derechos, igualdad de oportunidades: progreso para todos[98]
- 2011: La igualdad de acceso a la educación, la capacitación y la ciencia y la tecnología: camino hacia el trabajo decente para la mujer[99]
- 2012: Empoderar a las mujeres rurales, terminar con la pobreza y el hambre[100]
- 2013: Una promesa es una promesa: tiempo de actuar para terminar la violencia contra las mujeres[101]
- 2014: La Igualdad para las mujeres es  progreso para tod@s[102][103]
- 2015: Empoderando a las mujeres, empoderando a la humanidad: ¡Imagínalo![104]
- 2016: Por un Planeta 50-50 en 2030: demos el paso para la igualdad de género[105]
- 2017: Las mujeres en un mundo laboral en transformación: hacia un planeta 50-50 en 2030[106]
- 2018: Ahora es el momento: las activistas rurales y urbanas transforman la vida de las mujeres[107]
- 2019: Pensemos en igualdad, construyamos con inteligencia, innovemos para el cambio[108]
- 2020: Soy de la generación igualdad: por los derechos de las mujeres[109]
- 2021: Mujeres líderes: Por un futuro igualitario en el mundo de la Covid-19[110]
- 2022: Igualdad de género hoy para un mañana sostenible[111]-  #BreakTheBias[112]
- 2023: Por un mundo digital inclusivo: innovación y tecnología para la igualdad de género[113]- #EmbraceEquity[114]
- 2024: Invertir en las mujeres: acelerar el progreso.[115]- Inspire Inclusion[116]
- 2025: Para TODAS las mujeres y niñas: Derechos. Igualdad. Empoderamiento. [117]

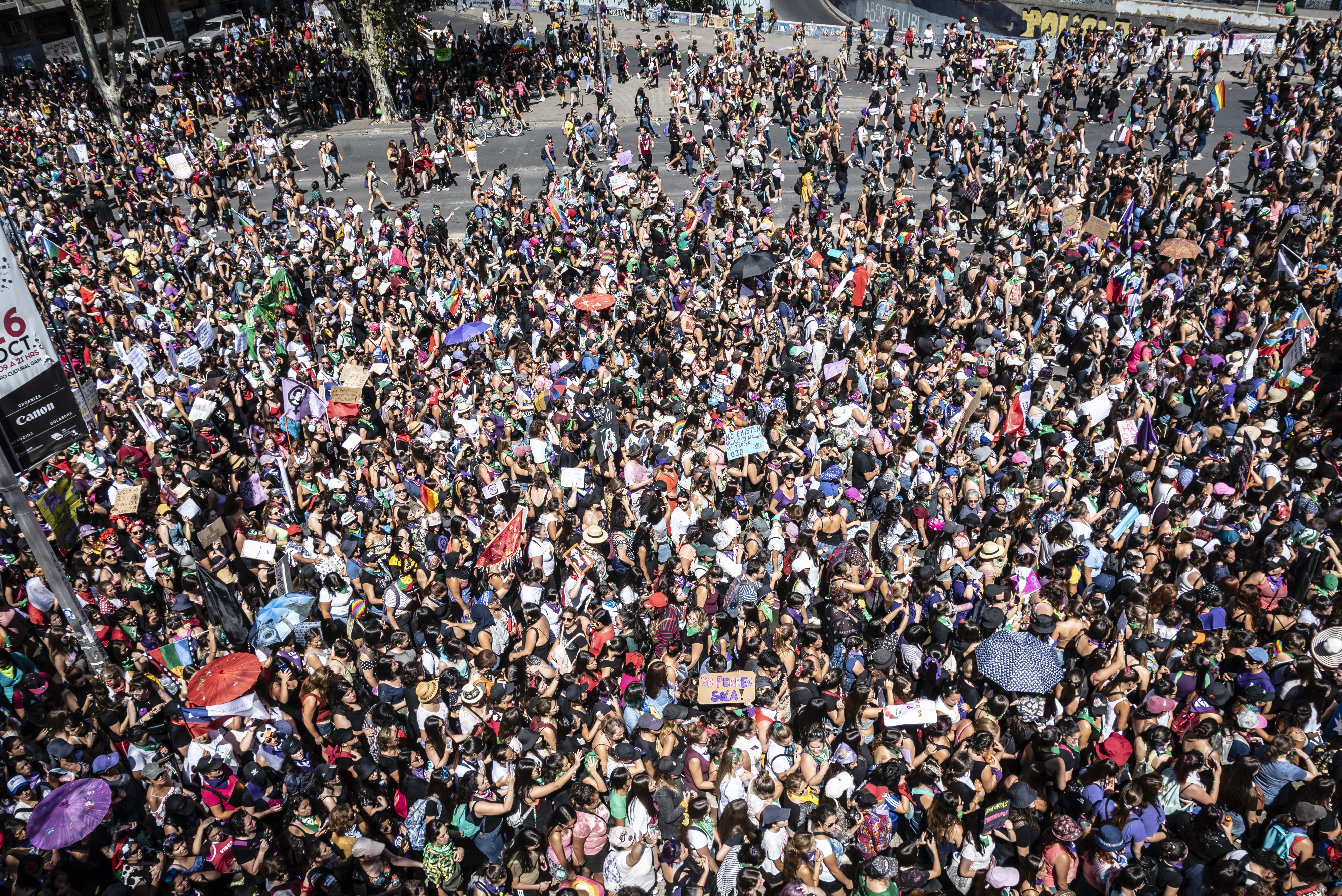
Marcha del Día Internacional de la Mujer. Santiago de Chile, 2020.
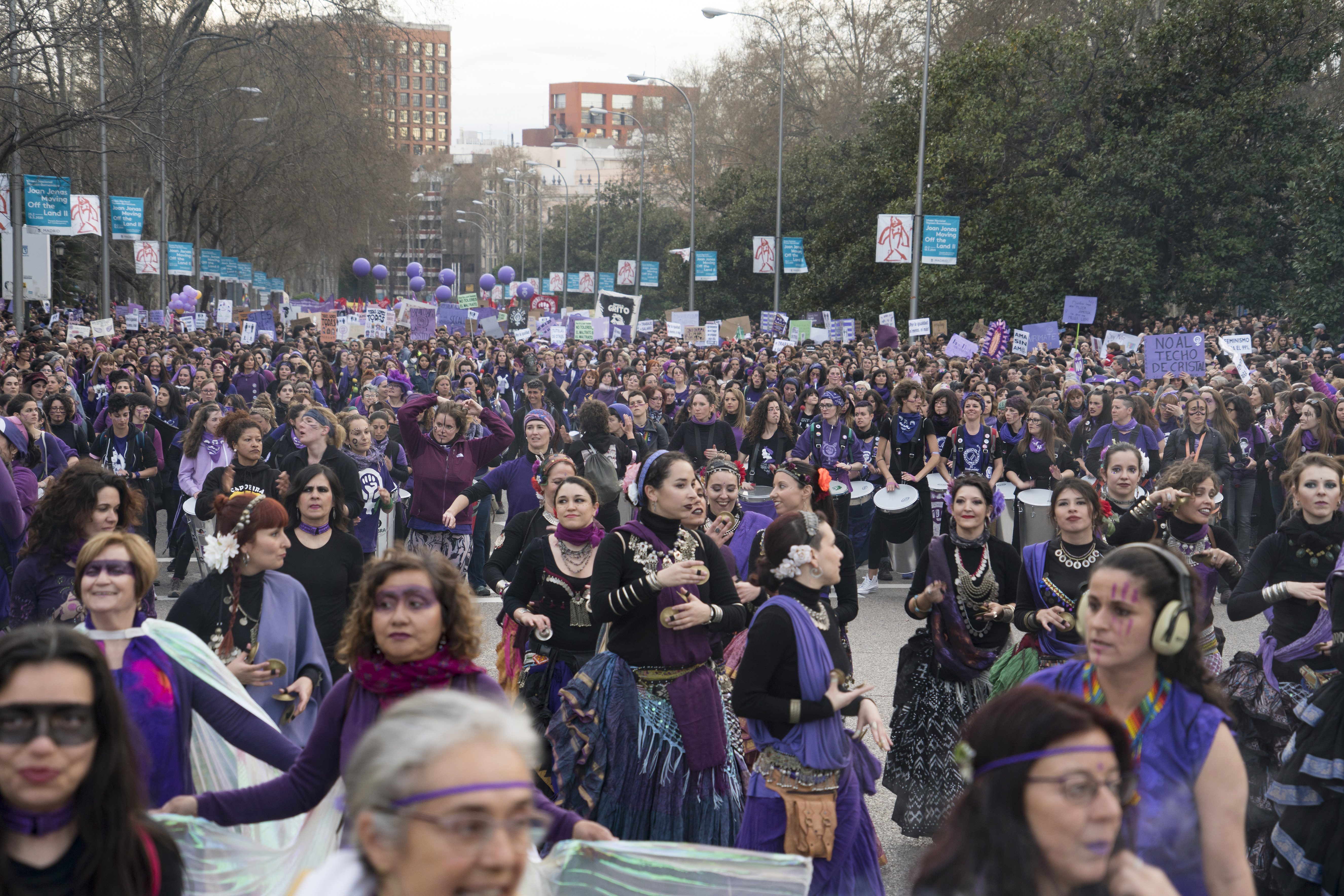
Manifestación de la Mujer. Madrid, 2020.
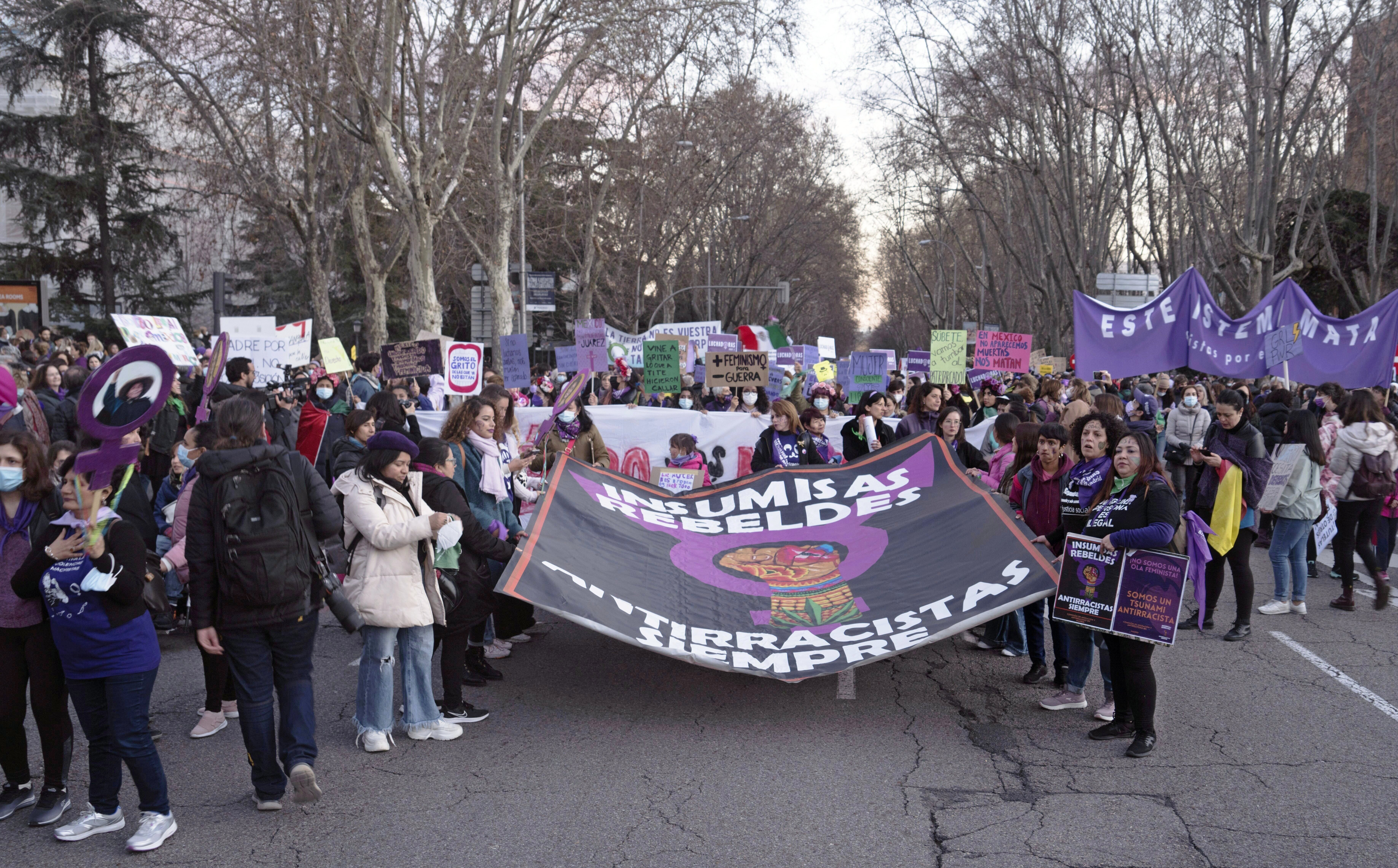
8M 2022 Madrid. Insumisas rebeldes: antirracistas siempre.
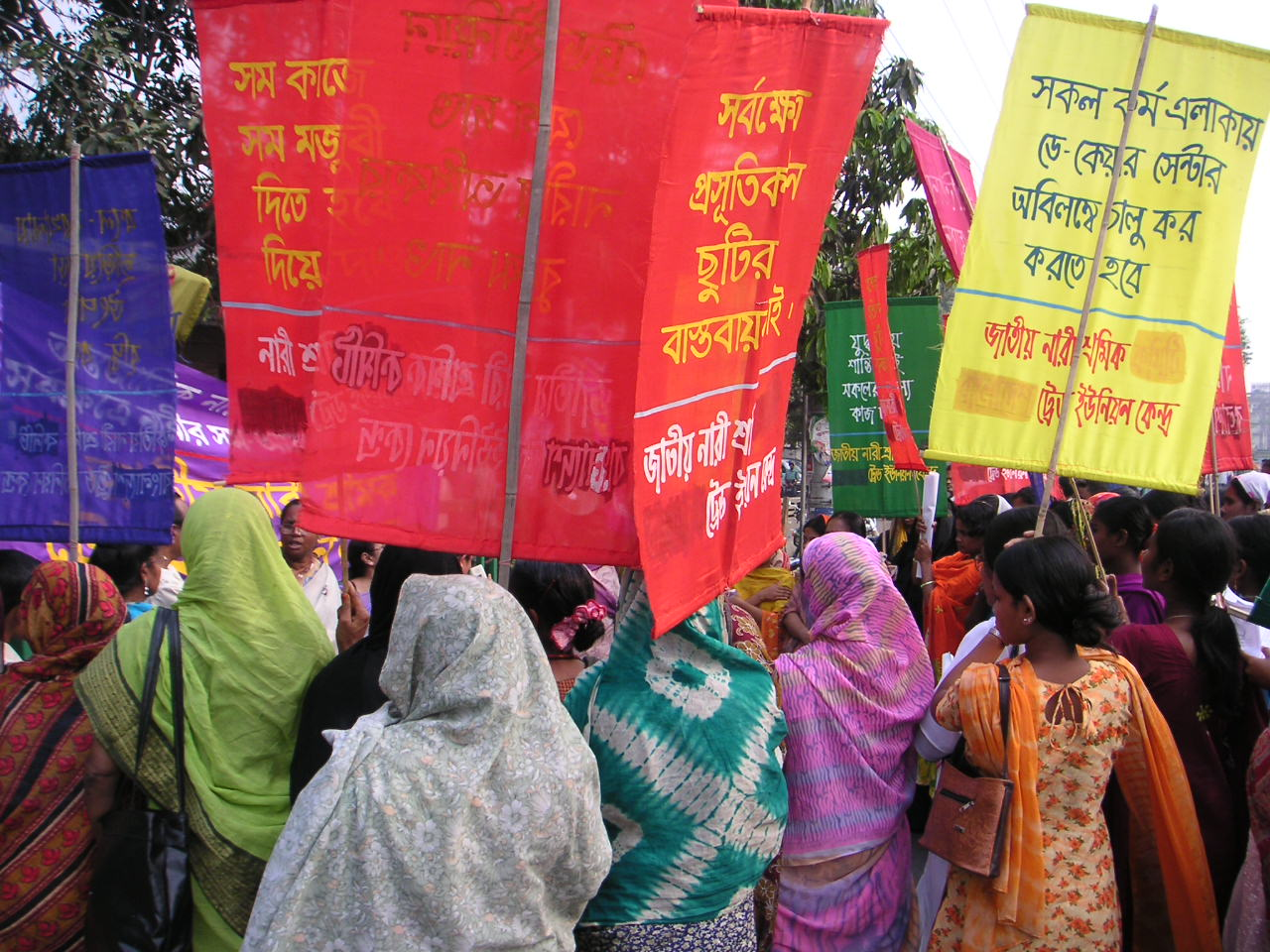
Día Internacional de la Mujer de 2005 en Daca (Bangladés)
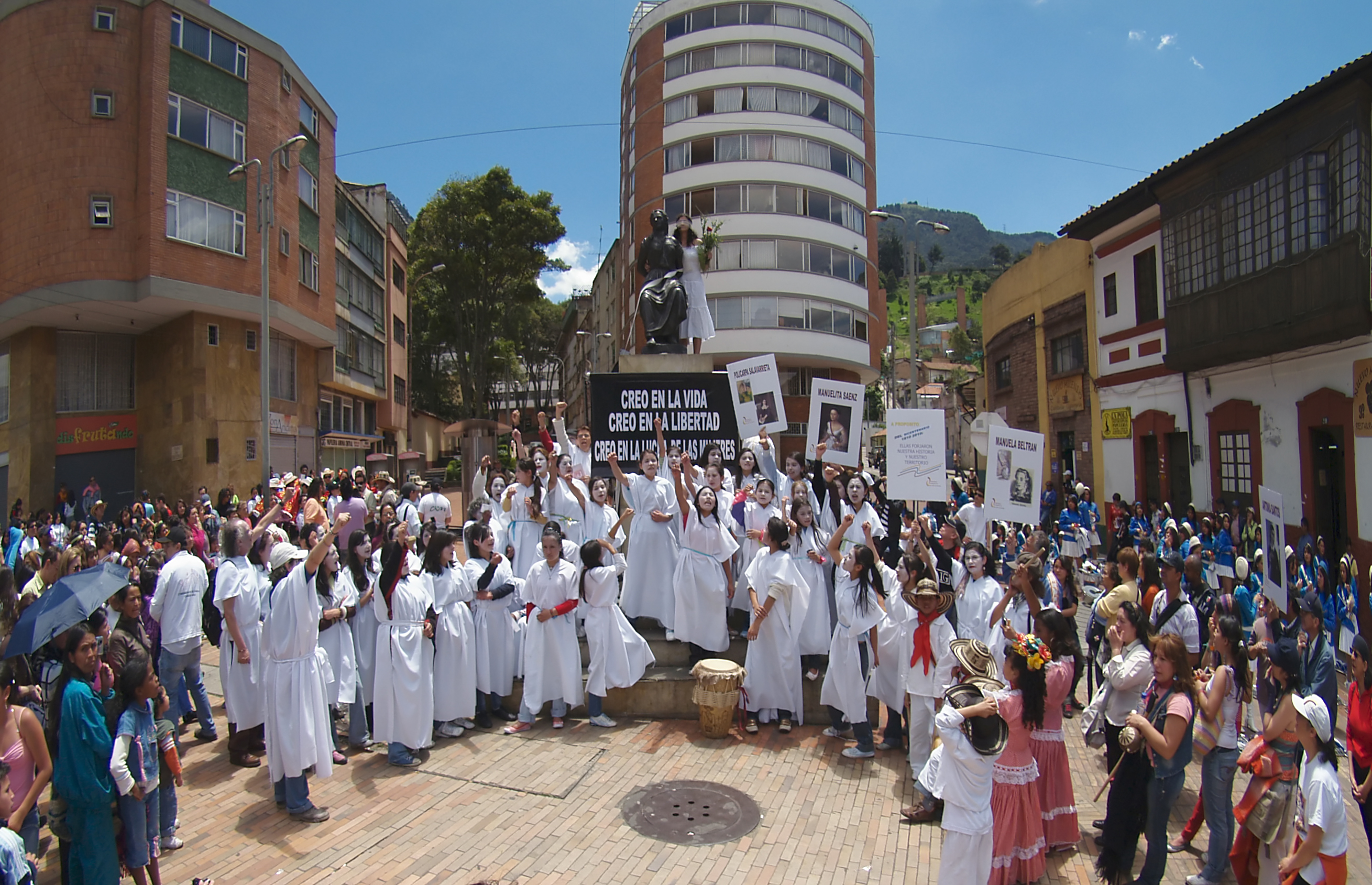
Día Internacional de la Mujer de 2009, en Bogotá (Colombia): «Creo en la libertad»
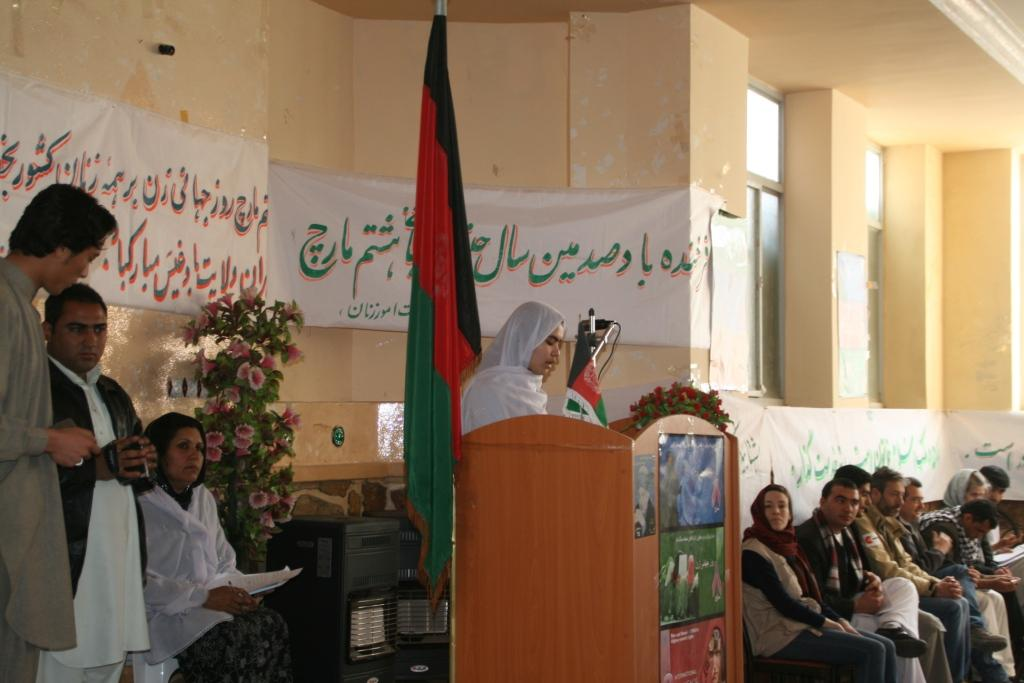
Día Internacional de la Mujer de 2010 en Qal`eh-ye Now (Afganistán)
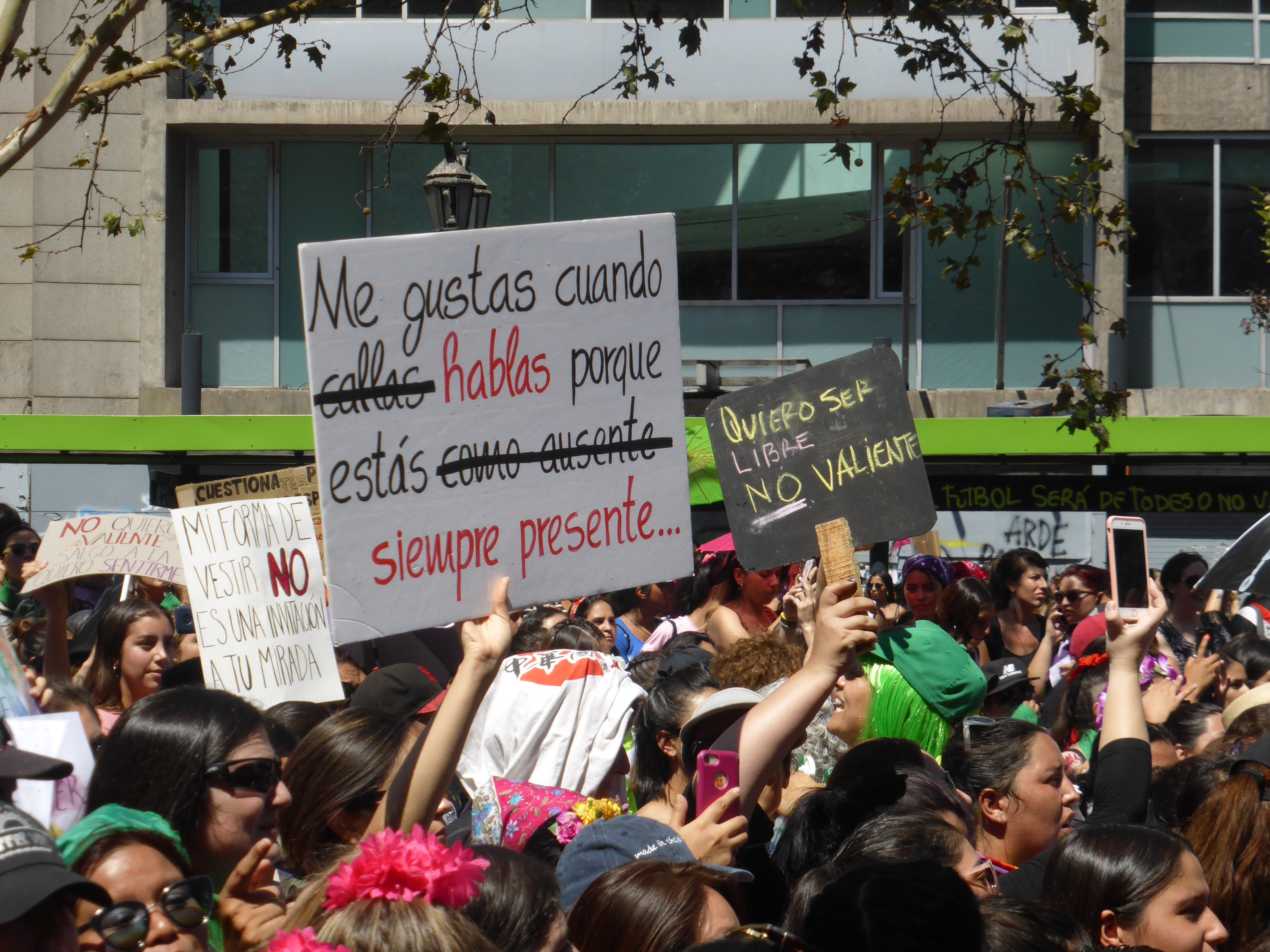
Marcha por el Día Internacional de la mujer de 2020, en Santiago de Chile.